# Trenck der Pandur vor Waldmünchen

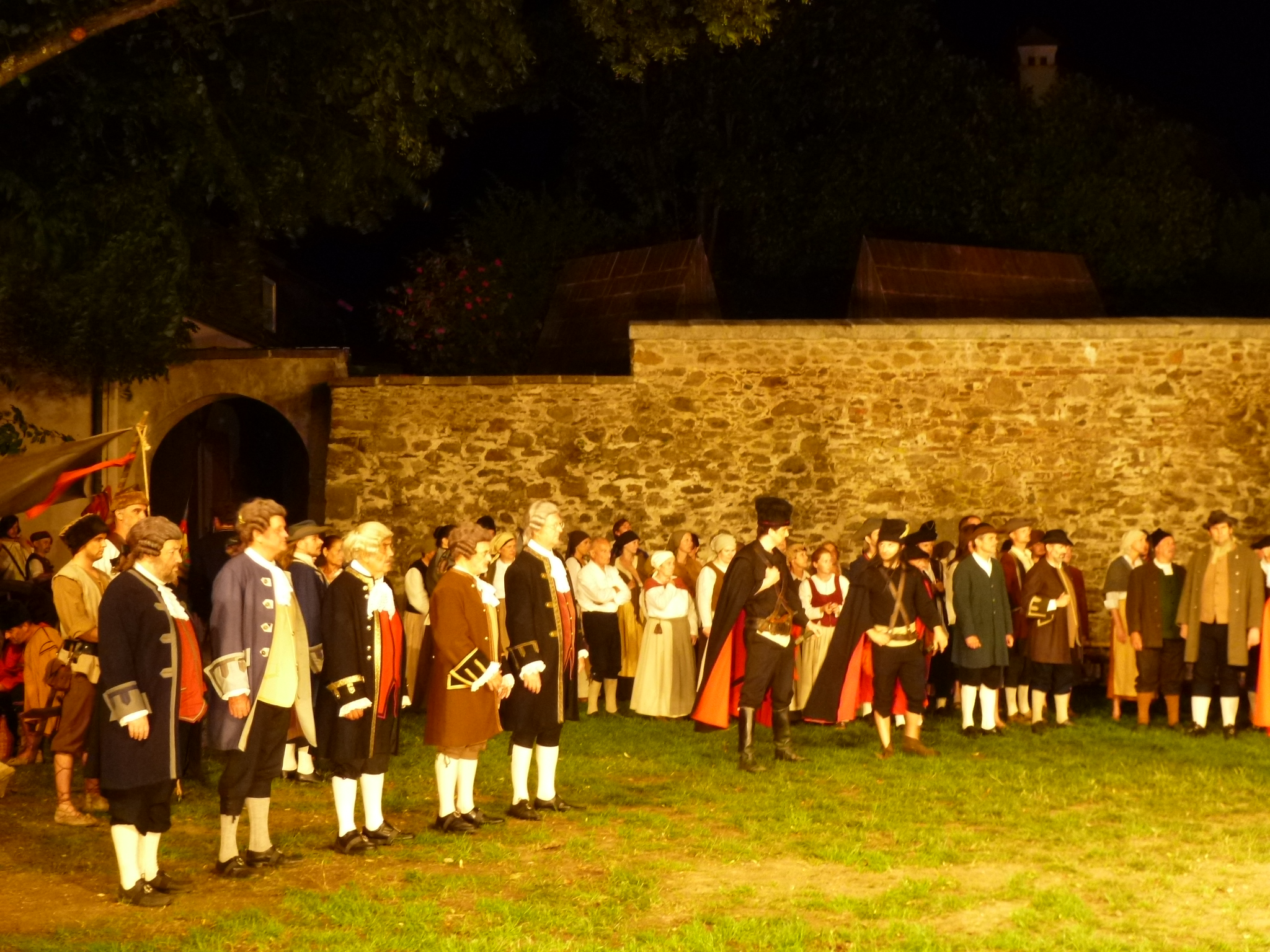
Trenck der Pandur, 2014

Das Festspiel Trenck der Pandur vor Waldmünchen ist ein jährlich stattfindendes Freilichtfestspiel in Waldmünchen.

## Geschichte
Das Jahr 1742 brachte die Auswirkungen des Österreichischen Erbfolgekrieges auch nach Waldmünchen. Der Pandurenobrist Franz Freiherr von der Trenck belagerte mit seinen Panduren die Stadt und forderte Kontributionszahlungen.

## Festspiel
Seit 1950 werden die Festspiele mit mehr als 300 Laienschauspielern auf der Freilichtbühne in Waldmünchen aufgeführt. Das historische Freilichtfestspiel entstand nach einer Idee von Otto Peisl, die Spielfassung stammt ursprünglich von Dr. Georg Walberer. Die Septembertage 1742 bilden den historischen Hintergrund für das Freilichtfestspiel.

Das Motiv der drei Reiter wurde entworfen von Georg Achtelstetter.